# جاستین بیلو
جاستین بیلو (زاده ۲۲ ژانویه ۱۹۹۸) بازیکن فوتبال اهل هلند است که برای باشگاه فوتبال فاینورد و تیم ملی فوتبال هلند بازی می‌کند.